# Torre de Centocelas
A Torre de Centocelas (em latim: Centum Cellas, Centum Cellæ, Centum Celli, ou Centum Cœli), antigamente também denominada como Torre de São Cornélio, localiza-se no monte de Santo Antão, freguesia de Belmonte e Colmeal da Torre, município de Belmonte, distrito de Castelo Branco, em Portugal.
Encontra-se classificada como Monumento Nacional desde 1927.
Trata-se de um singular monumento lítico atualmente em ruínas que, ao longo dos séculos, vem despertado as atenções de curiosos e estudiosos, suscitando as mais diversas lendas e teorias em torno de si.
Uma das tradições, por exemplo, refere que a edificação teria sido uma prisão com uma centena de celas (donde o nome), onde teria estado cativo São Cornélio (donde o nome alternativo).
Sobre a sua primitiva função, acreditava-se que pudesse ter sido um prætorium (acampamento romano). Entretanto, campanhas de prospecção arqueológica na sua zona envolvente, empreendidas na década de 1960 e na década de 1990, indicam tratar-se, mais apropriadamente, de uma uilla, sendo a torre representativa da sua pars urbana, estando ainda grande parte da pars rustica por escavar.

## História
No contexto da invasão romana da Península Ibérica, a villa seria de propriedade de um certo Lúcio Cecílio (em latim: LVCIVS CÆCILIVS), um abastado cidadão romano, negociante de estanho (metal abundante na Península Ibérica), que a teria erguido pelos meados do século I. De acordo com os testemunhos arqueológicos, foi destruída nos meados do século III por um grande incêndio, e reconstruída posteriormente.
Na época medieval, sobre os seus restos construiu-se uma capela sob a invocação de São Cornélio, que as lendas associavam ao local, mas que caiu em ruínas e desapareceu por completo pelo século XVIII.
É possível que no período medieval a estrutura de Centum Cellas tenha tido algum papel na consolidação e defesa da fronteira oriental do reino de Portugal com o de Leão (ficando, v. g., na mesma linha de defesa que a Egitânia e a Guarda, fundada em 1199), tendo inclusivamente recebido foral de Sancho I de Portugal em 1188, onde surge referenciada como Centuncelli. Assim o parece ter entendido Pinho Leal ao referir que, na passagem do século XIII para o XIV, a torre teria sido reconstruída para servir de atalaia, enquanto os restantes anexos caíam em ruínas (Portugal Antigo e Moderno) — tese atualmente considerada como improvável. Em 1198 a sede do concelho foi transferida para a vizinha povoação de Belmonte, conhecendo Centum Cellas, a partir de então, um lento processo de declínio.

## Características
Trata-se de um edifício de planta retangular, com três pisos (cerca de doze metros de altura), e sem qualquer cobertura. Possui múltiplas aberturas, de dimensões variadas. Dois frisos separam o primeiro do segundo e este do terceiro piso.

## Centro interpretativo
Em 2 de agosto de 2020, a Câmara de Belmonte anunciou que iria avançar "tão depressa quanto possível" com trabalhos de consolidação e a criação de um centro interpretativo da Torre.
A obra orçada em cerca de 600 mil euros visou preservar e conservar a torre, acautelando o risco iminente de deslizamento de alguma pedra, que já se começava a verificar e a criação de um centro de interpretação, que fica num terreno a cerca de 10 metros da torre e onde é possível ficar a conhecer as diferentes versões sobre a origem do monumento.
A torre abriu ao público em 26 de abril de 2024.